# 趙敬侯
趙敬侯（約前410年—前375年），是中國戰國時期趙國的君主，原名趙章，趙烈侯之子。趙敬侯元年（前386年）自中牟（今河南湯陰）遷都邯鄲（今河北省邯鄲市），规划成两大区域，宫城区（行政中心）與大北城（商業中心），邯鄲迅速繁榮。趙敬侯二年，趙在山東高唐、茌平之間戰勝齊軍。趙敬侯四年，魏敗趙軍於河南清豐。兩度用兵中山，趙成侯六年，中山築起長城。